# Renault Kwid
Renault Kwid este un crossover de oraș comercializat de producătorul francez de automobile Renault, destinat inițial pieței indiene și lansat în 2015. În 2017, a fost introdusă o versiune braziliană îmbunătățită pentru piețele din America Latină. Versiunea sa electrică cu baterie, denumită Renault City K-ZE, a fost lansată în 2019, fiind fabricată în China și exportată în Europa din 2021 ca Dacia Spring Electric și în Brazilia din 2022 ca Renault Kwid E-Tech.
Kwid a fost elaborat de o echipă de ingineri francezi stabilită în India de Gérard Detourbet, un matematician descris drept „o inovație pe minut” care a condus echipa de dezvoltare a primei generații Dacia Logan.

## Legături externe
- Site web oficial
- Renault KWID Concept 5 December 2015, carbodydesign.com
- Rahul Richard: The man behind the Renault Kwid, Gerard Detourbet on overdrive.in ; 9 September 2015